# Ambassade d'Allemagne au Mali
L'ambassade d'Allemagne au Mali est la représentation diplomatique officielle et la plus élevée de la République fédérale d' Allemagne en République du Mali.
Dietrich Pohl est l'ambassadeur extraordinaire, l'autorité et le chef de l'ambassade depuis le 8 août 2019.

## Historique
La république du Mali a établi des relations diplomatiques le 23 septembre 1960 avec la République fédérale d'Allemagne et la République démocratique allemande la fait a sont tours le 19 avril 1973.

## Bâtiment de l'ambassade
L'ambassade est basée dans la capitale malienne Bamako près du fleuve Niger .  Le pays étant classé comme une zone de crise, le bâtiment et la zone sont actuellement en cours de modernisation et d'agrandissement par Meuser Architects, un cabinet d'architecture allemand spécialisé dans les bâtiments spécialement protégés,.

## Structure
Le message est divisé en différentes unités organisationnelles. Il n'y a pas de personnel attaché militaire. L'attaché militaire allemand à l' ambassade d'Allemagne à Abuja au Nigéria est également responsable du Mali. 

## Voir également
- Liste des ambassadeurs allemands au Mali